# Artasires (sàtrapa)
Artasires fou un noble mede sàtrapa d'Hircània a la meitat del segle vi aC. Va començar la seva carrera com a sàtrapa sota el regnat del rei mede Astíages. Després va ser sàtrapa sota Cir II el Gran de Pèrsia. Després de la conquesta de l'Imperi Mede el 550 aC, Astiages va passar a formar part del nou Imperi Persa i Artasires va conservar la posició de sàtrapa. Gairebé l'únic document històric que l'esmenta és Nicolau de Damasc a la seva "Història general".